# Theodor Pištěk (herec)
Theodor Pištěk (13. června 1895 Královské Vinohrady – 5. srpna 1960 Mukařov) byl český divadelní a především filmový herec, který hrál od roku 1920 do roku 1959 ve 325 českých, rakouských a německých filmech.

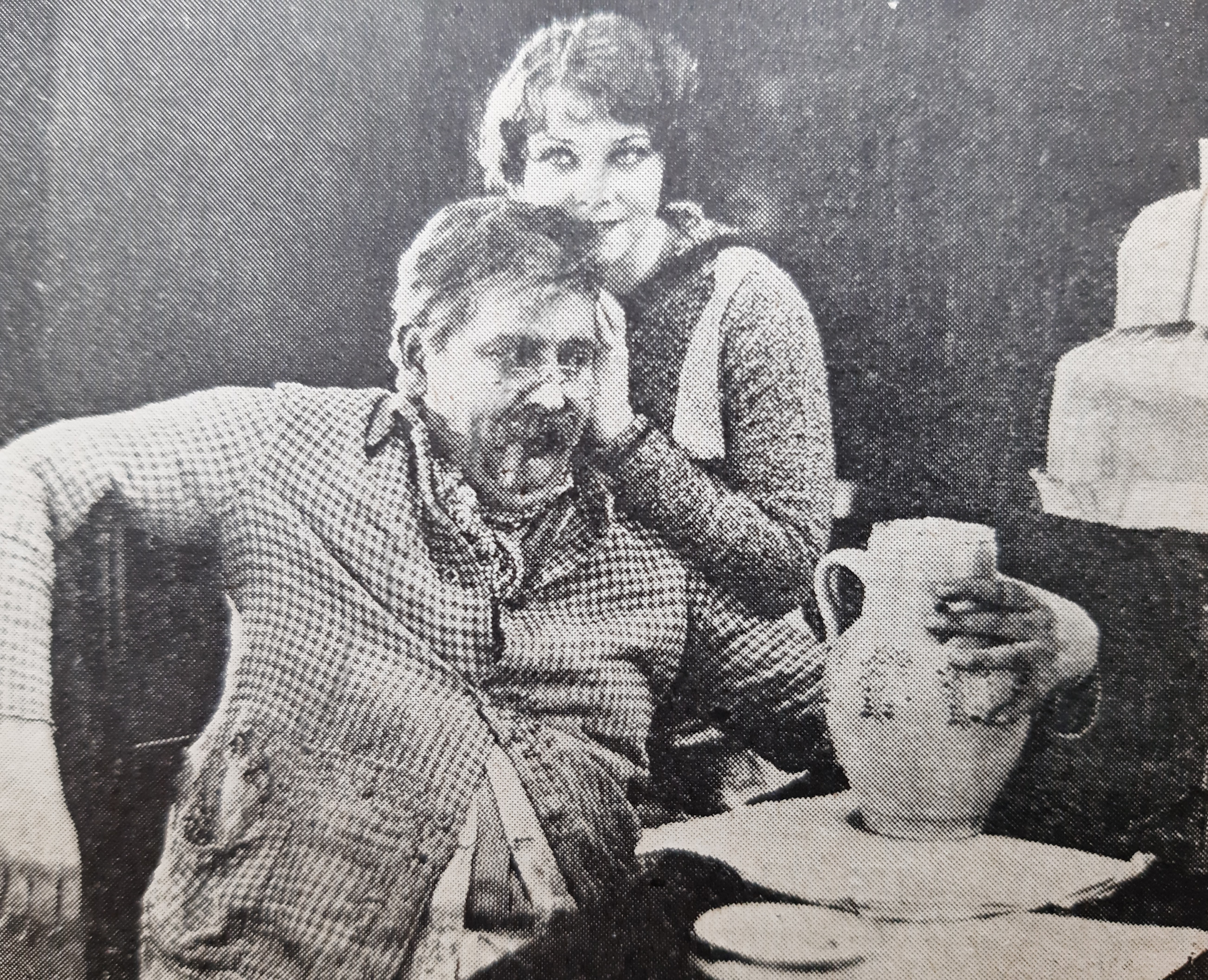
Theodor Pištěk a manželka Marie Ženíšková (Kinorevue 1940, film neuveden)

## Život
Narodil se v rodině majitele Lidového divadla na Královských Vinohradech Jana Pištěka a Marie Kouskové-Slánské (herečky). Po první světové válce, která přerušila jeho studia medicíny, a smrti otce se (1918–1919) ujal otcova divadla. Později prošel několika pražskými divadly. Především ale hrál v mnoha filmech.
V roce 1925 se rozhodl po odstoupení sponzorů financovat film Takový je život. Zadlužil se a aby mohl splácet půlmilionový dluh, vystupoval každý rok v minimálně desítce filmů. Hrál například s Antonií Nedošinskou, Oldřichem Novým nebo Vlastou Burianem.
Zemřel roku 1960 a byl pohřben na Vinohradském hřbitově.
Jeho ženou byla herečka Marie Ženíšková, vnučka malíře Františka Ženíška, té v několika snímcích hrál otce. Je otcem výtvarníka Theodora Pištěka.

## Výběr z filmografie
- 1959 Princezna se zlatou hvězdou
- 1955 Anděl na horách
- 1950 Bylo to v máji
- 1950 Temno
- 1950 Veselý souboj
- 1949 Pytlákova schovanka
- 1941 Hotel Modrá hvězda
- 1941 Přednosta stanice
- 1941 Z českých mlýnů
- 1940 Když Burian prášil / Baron Prášil
- 1940 Poslední Podskalák
- 1940 Pohádka máje
- 1940 To byl český muzikant
- 1939 Lízino štěstí
- 1939 Paní Morálka kráčí městem
- 1938 Cech panen kutnohorských
- 1938 Ducháček to zařídí
- 1938 Holka nebo kluk?
- 1938 Ideál septimy
- 1938 Klapzubova XI.
- 1938 Pod jednou střechou
- 1938 Panenka
- 1938 Slávko, nedej se!
- 1938 Škola základ života
- 1938 Vandiny trampoty
- 1938 Druhé mládí
- 1937 Jarčin profesor
- 1937 Kariéra matky Lízalky
- 1937 Lízin let do nebe
- 1937 Tři vejce do skla
- 1937 Otec Kondelík a ženich Vejvara
- 1936 Sextánka
- 1936 Švadlenka
- 1936 Irčin románek
- 1935 Jedenácté přikázání
- 1935 Jedna z milionu
- 1935 Studentská máma
- 1935 Vdavky Nanynky Kulichovy
- 1934 Anita v ráji
- 1934 Dokud máš maminku
- 1934 Hej rup!
- 1934 Hrdinný kapitán Korkorán
- 1934 Matka Kráčmerka
- 1934 Nezlobte dědečka
- 1934 Polská krev
- 1932 Anton Špelec, ostrostřelec
- 1932 Funebrák
- 1932 Kantor Ideál
- 1932 Lelíček ve službách Sherlocka Holmese
- 1931 Muži v offsidu
- 1931 On a jeho sestra
- 1930 C. a k. polní maršálek
- 1926 Pantáta Bezoušek
- 1926 Velbloud uchem jehly
- 1923 Tu ten kámen aneb Kterak láskou možno v mžiku vzplanout třeba k nebožtíku
- 1921 Jánošík

## Ocenění
- V roce 1955 byl jmenován zasloužilým umělcem[2]